# John Loves Mary
Pour plus de détails, voir Fiche technique et Distribution.
John Loves Mary est un film américain réalisé par David Butler, sorti en 1949.

## Fiche technique
- Titre : John Loves Mary
- Réalisation : David Butler
- Scénario : Henry Ephron et Phoebe Ephron d'après la pièce de Norman Krasna
- Photographie : J. Peverell Marley
- Montage : Irene Morra
- Musique : David Buttolph
- Société de production : Warner Bros.
- Pays d'origine : États-Unis
- Format : Noir et blanc - 1,37:1
- Genre : comédie
- Durée : 96 minutes
- Date de sortie : 1949

## Distribution
- Ronald Reagan : John Lawrence
- Jack Carson : Fred Taylor
- Patricia Neal : Mary McKinley
- Wayne Morris : Lt. Victor O'Leary
- Edward Arnold : Sen. James McKinley
- Virginia Field : Lilly Herbish
- Katharine Alexander : Phyllis McKinley
- Paul Harvey : Gen. Biddle
- Ernest Cossart : Oscar Dugan